# Distretto di Qoshtepa
Il distretto di Okhunboboev (usbeco Oxunboboev) è uno dei 15 distretti della Regione di Fergana, in Uzbekistan. Il capoluogo è Langar.